# Lucius Clay
Lucius Dubignon Clay (ur. 23 kwietnia 1898 w Marietcie, zm. 16 kwietnia 1978 w Chatham) – amerykański generał US Army, szef amerykańskich sił zbrojnych w Europie i wojskowy gubernator amerykańskiej strefy okupacyjnej w Niemczech po II wojnie światowej (1946–1949). Autor planu mostu powietrznego mającego złamać blokadę Berlina (1948–1949).